# Медведівка (Хмельницький район)
Медве́дівка — село в Україні, у Війтовецькій селищній територіальній громаді Хмельницького району Хмельницької області. Населення становить 204 особи.

## Населення

### Мова
Розподіл населення за рідною мовою за даними перепису 2001 року:
| Мова       | Відсоток |
| ---------- | -------- |
| українська | 98,53 %  |
| російська  | 1,47 %   |

## Географія
Селом протікає річка Бовенець. Стара назва річки Медведівка.

## З історії
7 (20) листопада 1917 року, відповідно до Третього Універсалу Української Центральної Ради, увійшло до складу Української Народної Республіки.
Колищній орган місцевого самоврядування — Бокиївська сільська рада.

## Голодомор у Медведівці
За даними різних джерел у селі в 1932—1933 роках загинуло близько 25 чоловік. На сьогодні встановлено імена 17. Мартиролог укладений на підставі поіменних списків жертв Голодомору 1932—1933 років, складених Бокиївською сільською радою. Поіменні списки зберігаються в Державному архіві Хмельницької області.

## Відомі люди

### Народилися
- Микола Квасніцький (нар. 1954) — український вчений у галузі медицини.

## Галерея

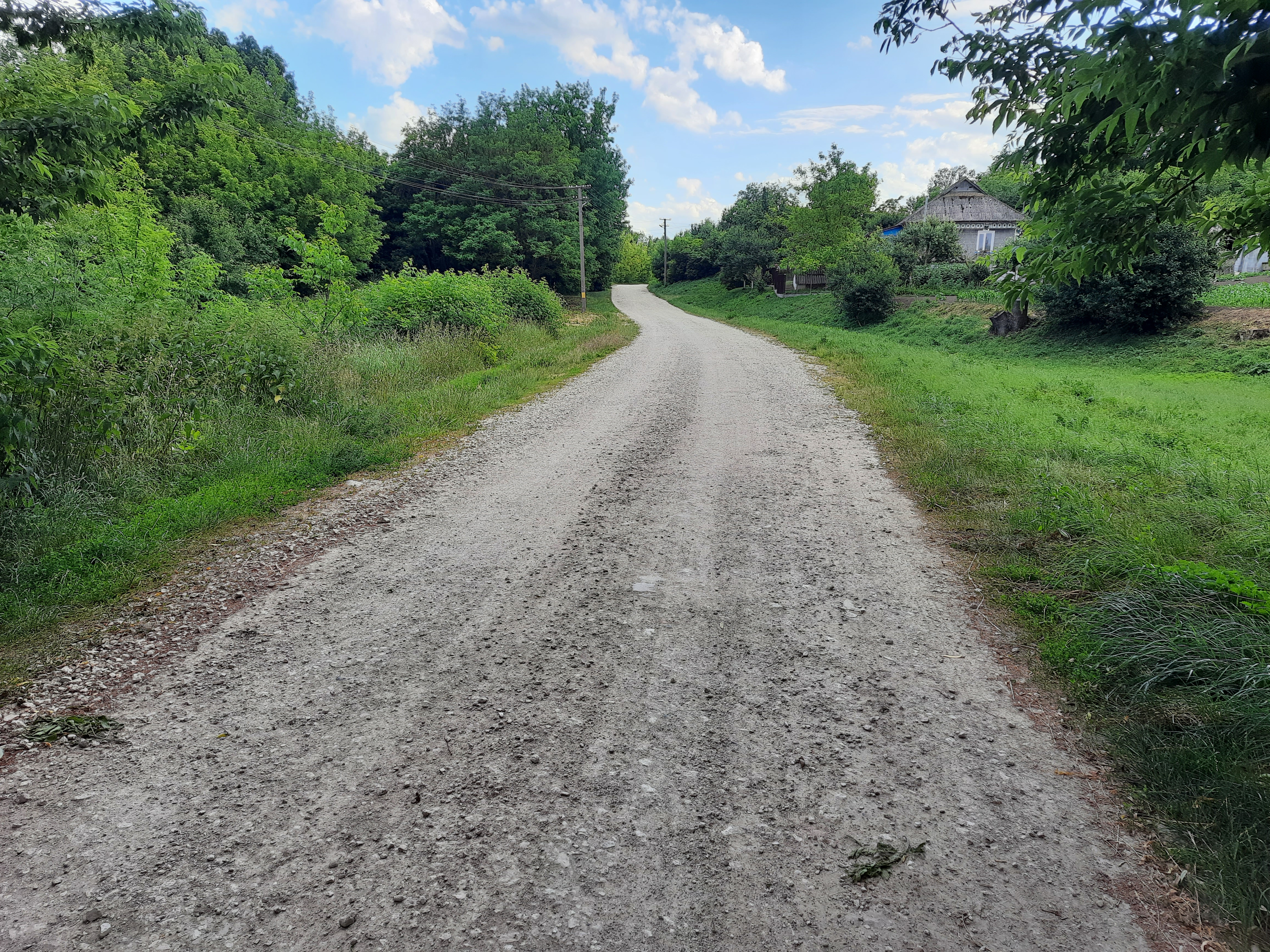
Сільська вулиця
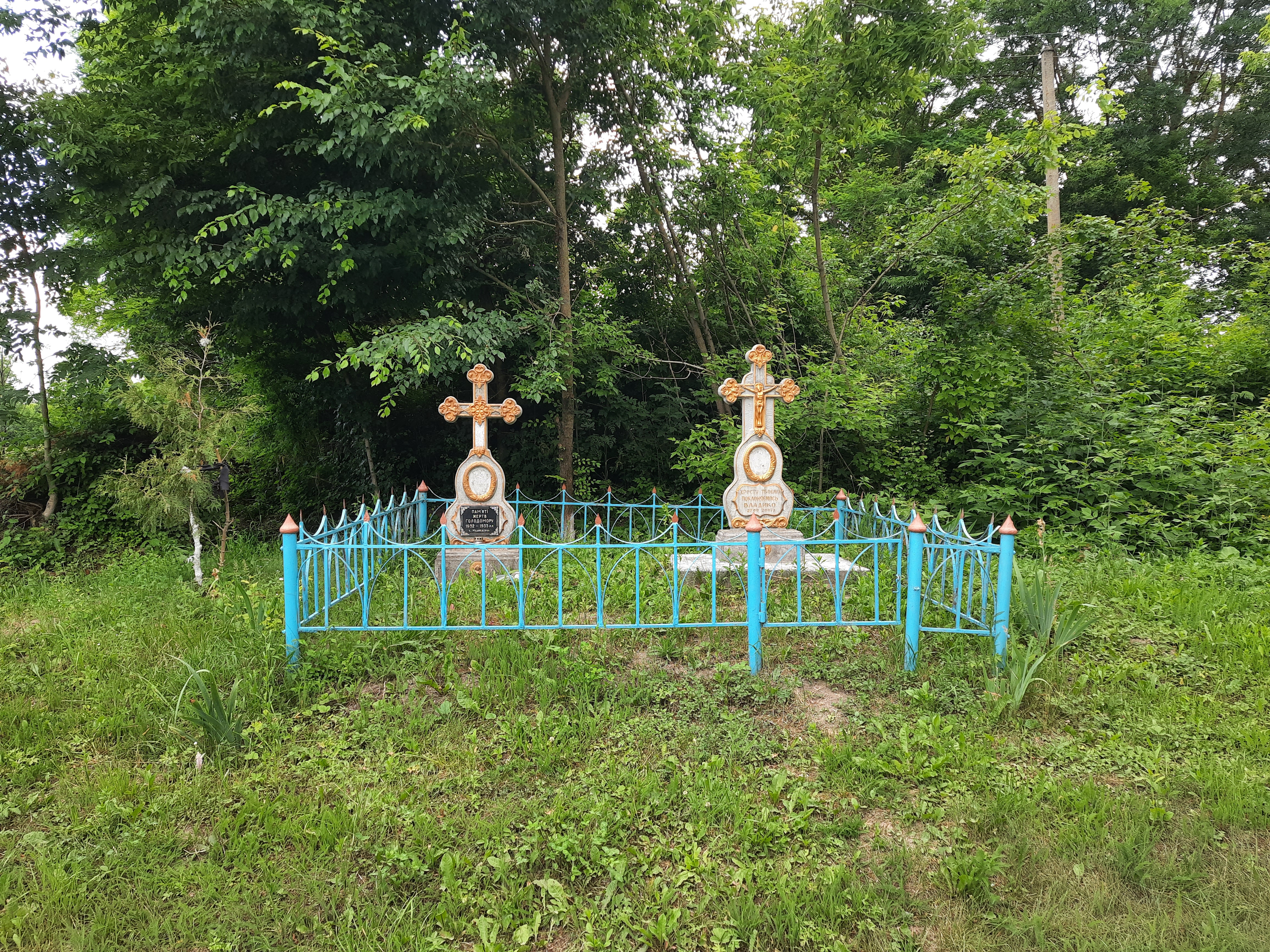
Пам'ятні хрести
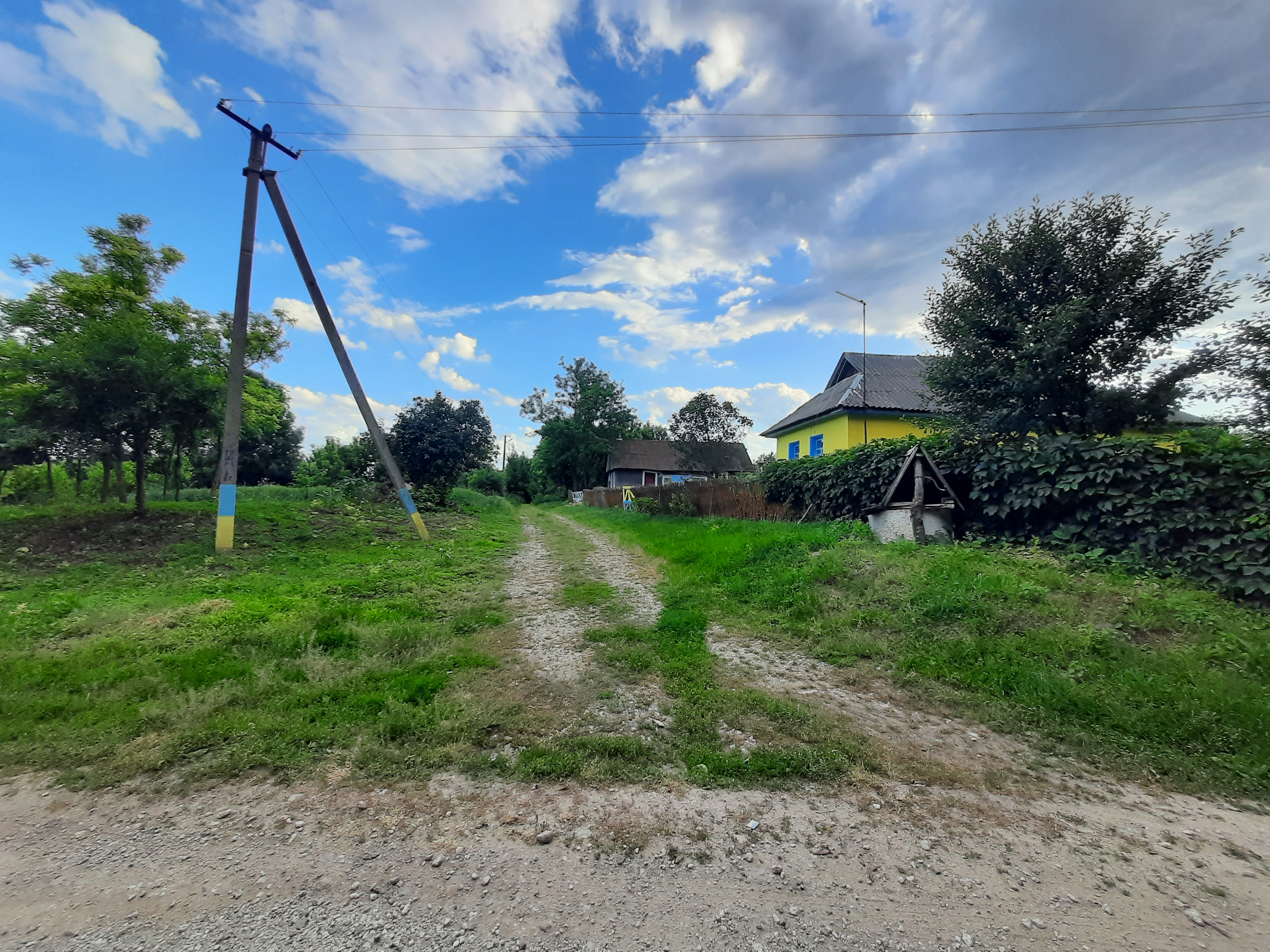
Сільський пейзаж
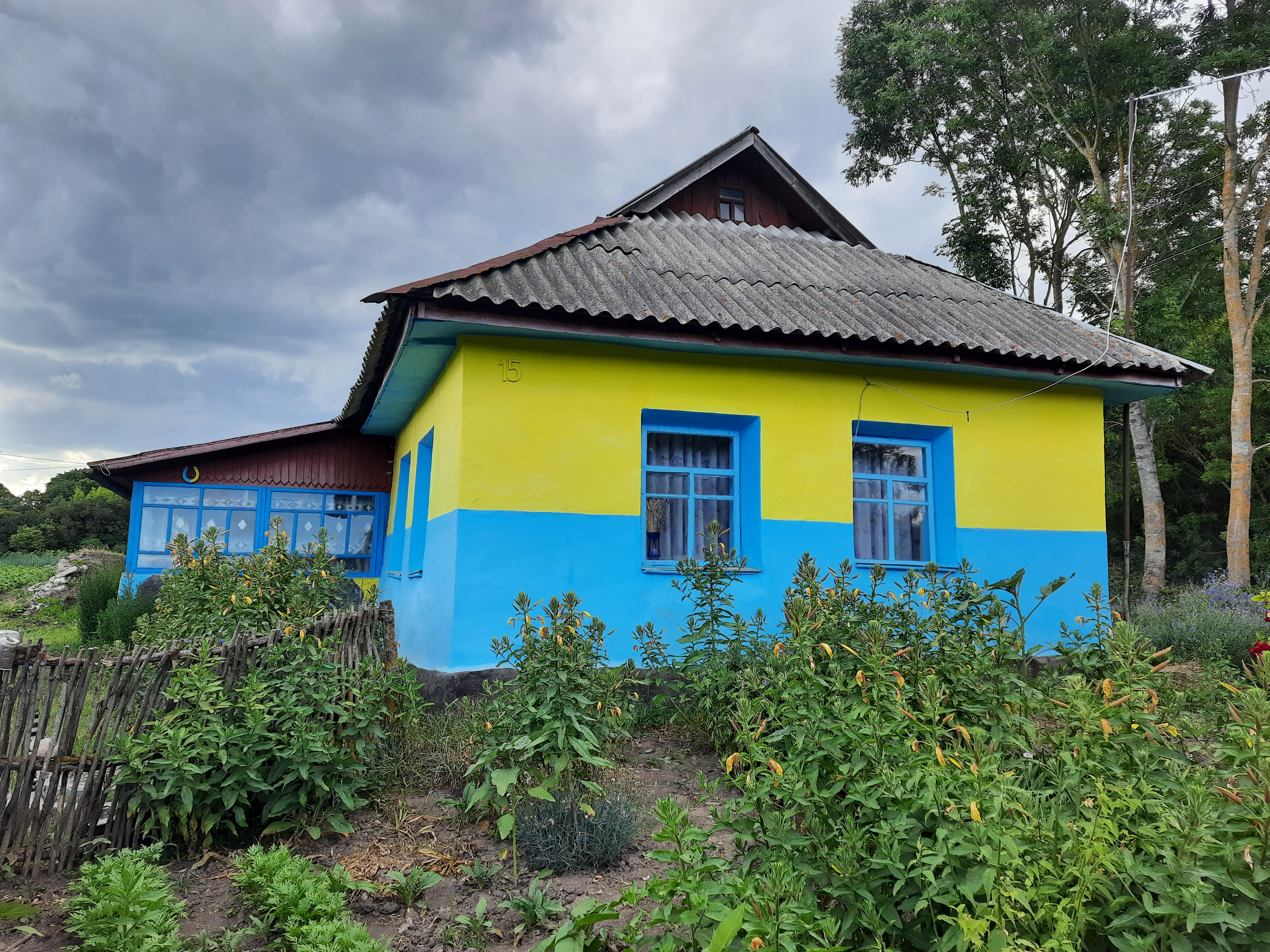
Сільська хата
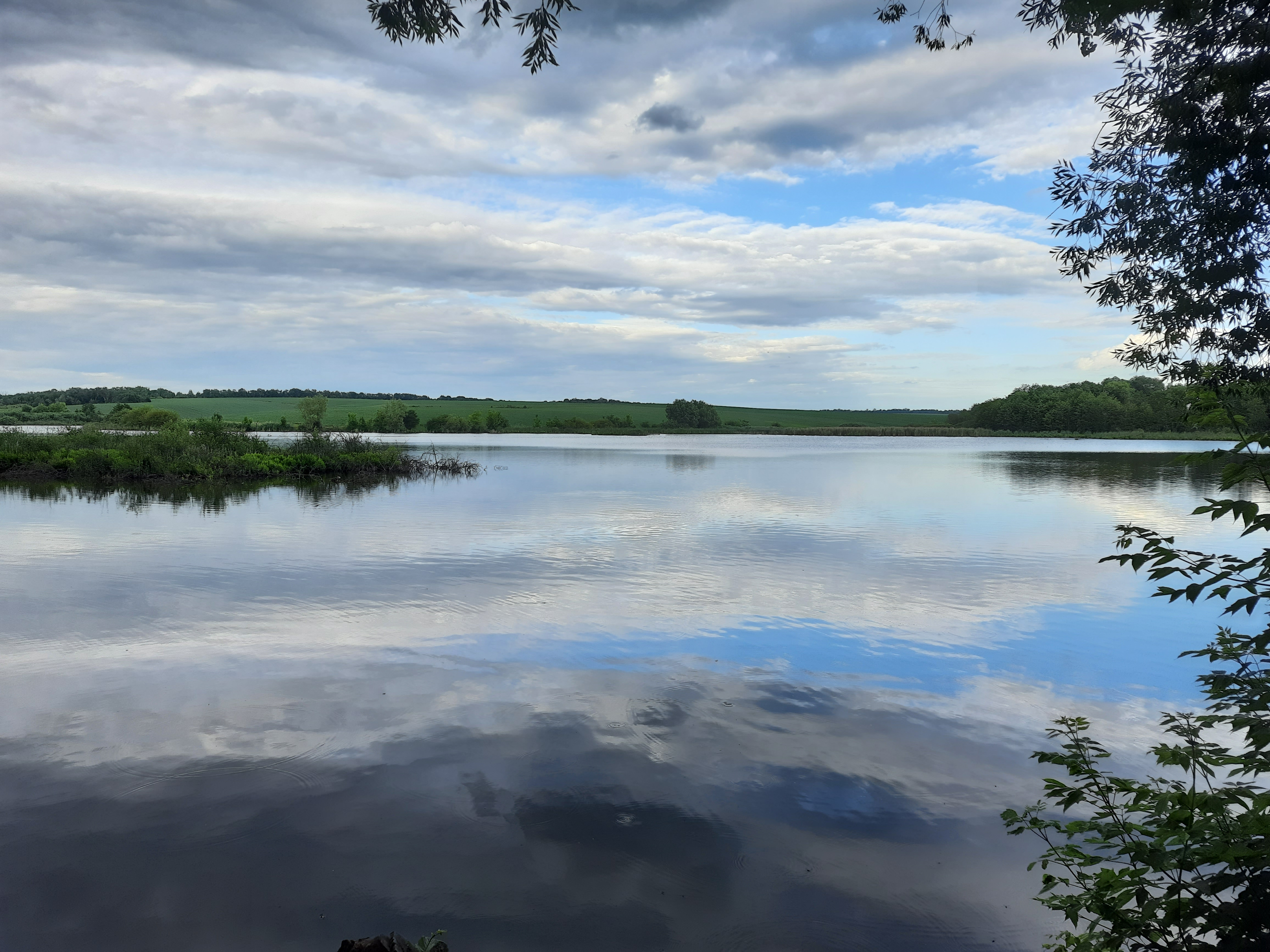
Став біля села